# Parc Nacional Glacier
El Parc Nacional Glacier (Glacier National Park) és format per dos sistemes muntanyosos, 130 llacs amb nom, més de mil espècies de plantes i centenars d'espècies d'animals. És a l'estat de a Montana, EUA i fa frontera amb les províncies canadenques d'Alberta i Colúmbia Britànica, entre les coordenades 48° 14′ - 49° 0′ Nord i 114° 28′ - 113° 14′ Oest. Aquest vast ecosistema de 4.101 quilòmetres quadrats (més de la meitat de la superfície de la província de Barcelona) és la peça central del que s'ha anomenat la «corona d'ecosistemes del continent», un conjunt de zones protegides de 44.000 km². La famosa carretera Going-to-the-Sun travessa el cor del parc sortejant la Divisòria continental nord-americana. Des de la carretera, els visitants obtenen bones vistes de les cadenes muntanyoses Lewis i Livingston, així com de boscos densos, cascades, dos grans llacs i de zones de tundra alpina. Al costat de la carretera, hi ha cinc hotels històrics i xalets que estan inclosos en el catàleg de punts de referència històrics. Un total de 350 punts estan inclosos en el registre nacional de llocs històrics.
El Parc Nacional Glacier fa frontera amb el Waterton Lakes National Park ('Parc Nacional dels Llacs Waterton'), al Canadà. Ambdós parcs també són coneguts pel nom de Waterton-Glacier International Peace Park ('Parc Internacional de la Pau Waterton-Glaceres'), el primer parc pacífic internacional que s'instaurà al món, el 1932. L'ONU va establir una reserva de la biosfera el 1976 i el 1995 els dos parcs foren nomenats Patrimoni de la Humanitat per la UNESCO.

## Història

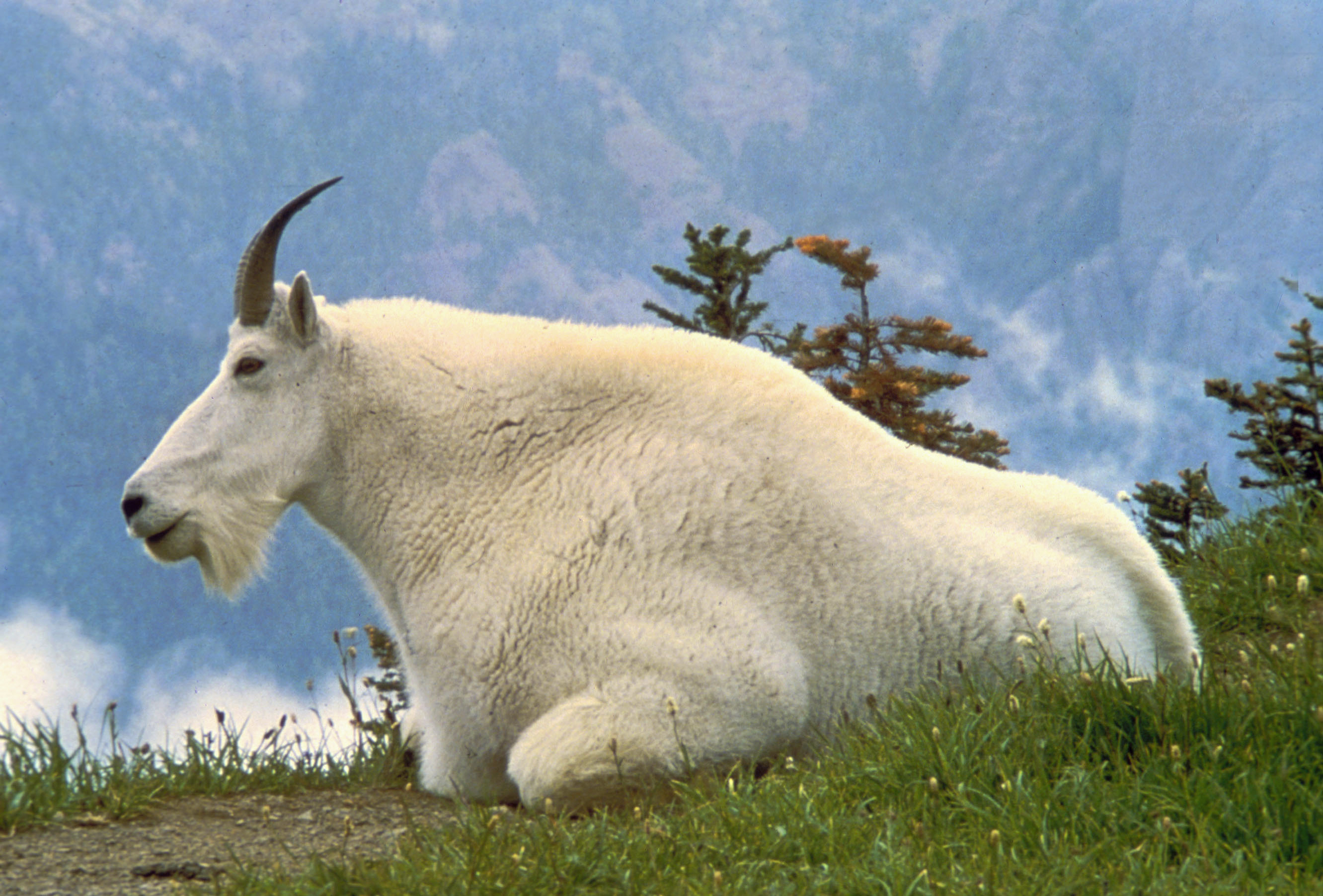
La cabra blanca és el símbol oficial del parc.

Segons les restes arqueològiques, els pobles indígenes d'Amèrica van ocupar la zona fa deu mil anys. Els primers colons amb llinatge amb els pobles actuals foren els bitterroot salish, els xoixon i els xeiene. Els blackfoot van arribar a la zona als inicis del segle xvii dominant el vessant oriental, que després es convertiria en el parc i les Grans Planes que són a l'est. La regió del parc aportava als blackfoot refugis contra els vents hivernals de les planes, suplint les seves tradicionals caceres de bisons per altres tipus d'aliments. La Blackfeet Indian Reservation és a l'est del parc, mentre que la reserva índia Flathead és al sud-oest del parc. Quan es va crear la reserva dels blackfoot, el 1855, s'incloïa el territori oriental del parc fins a la Divisòria Continental. Per als blackfoot les muntanyes de la zona, sobretot el mont Chief i la regió del sud-est eren els "Ossos negres del món", que es visitaven durant les cerimònies de canvi d'estatus social. El 1895 els blackfoot autoritzaren la venda de la zona muntanyosa (uns 3.200 km²) al govern dels Estats Units per 1,5 milions de dòlars. Amb la venda van quedar establertes les fronteres actuals de la reserva.
Durant l'exploració del Marias River, el 1806, l'Expedició de Lewis i Clark s'endinsà 80 quilòmetres a la zona que actualment ocupa el parc. A partir del 1850 van començar les exploracions per a cartografiar la zona. George Bird Grinnell va arribar a la regió a finals de la dècada del 1880, quedant tan impressionats amb el paisatge, que pugnà durant dues dècades per a la creació d'un parc nacional. El 1901 Grinnel va escriure una descripció de la regió a la qual es referia amb la zona com a la Corona del Continent. Els seus esforços per a protegir la zona el convertiren en el gran contribuent a la causa. Uns quants anys després de la visita de Grinnel, el 1892, Henry L. Stimson i dos companys, entre els que hi havia un blackfoot, van escalar la cara est del mont Chief.
El 1891 es va acabar la construcció de la Gran Línia Fèrria del Nord per l'empresa Great Northern Railway, que travessa la Divisòria Continental, al Marias Pass (1.589 m sobre el nivell del mar), a la frontera meridional del parc. La companyia gestora pressionà al Congrés per a la creació d'una zona protegida, que es va aconseguir el 1900 amb la creació d'una reserva forestal. Aquest tipus de protecció mediambiental permetia l'explotació minera, tot i que va haver d'ésser abandonada per l'escassa rendibilitat econòmica. En un esforç per a estimular l'ús de la via de ferrocarril, es va promocionar l'esplendor de la regió. Tot i això, van continuar els esforços per a la creació d'un parc nacional, encoratjats sobretot per George Bird Grinnell, Henry L. Stimson i la companyia gestora de les vies de ferrocarril. El 1910 s'aprovà una llei al Congrés que elevava la reserva forestal a l'estatus de parc nacional. La llei fou sancionada pel president William Howard Taft l'11 de maig del 1910.
La Great Northern Railway, sota la supervisió del seu president Louis W. Hill, construí una sèrie d'hotels i xalets per a promoure el turisme. Aquests edificis es van construir seguint el model suís, seguint la idea de Hill de convertir la regió en la Suïssa americana. Els turistes s'apropaven a la zona de glaceres del nord-est a cavall o amb autobusos.

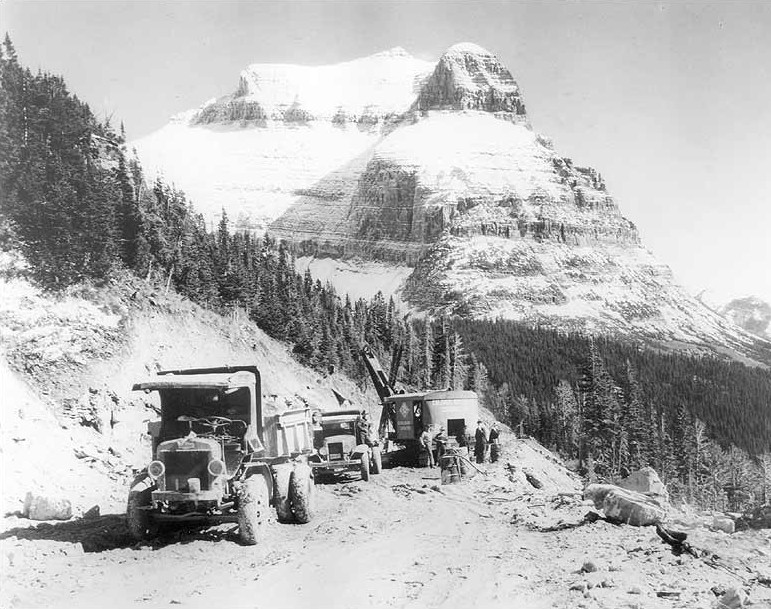
Construcció de la carretera Going-to-the-Sun amb la muntanya homònima al fons, 1932.

Entre els xalets, construïts entre el 1910 i el 1913, hi ha: Belton, St. Mary, Sun Point, Two Medecine, Sperry, Granite Park, Cut Bank i Gunsight Lake. La companyia gestora de les línies de ferrocarril també va construir el Glacier Park Lodge, adjacent al parc a la zona oriental i l'hotel Many Glacier, a la riba oriental del Llac Swiftcurrent. Louis Hill fou l'encarregat de seleccionar en persona la localització de cadascuna de les construccions, triant llocs completament diferents i buscant grans vistes des de cada habitació. Un altre pioner en la construcció dels establiments hotelers fou John Lewis, que va construir el Lewis Glacier Hotel, al Llac McDonald, entre el 1913 i el 1914. La Companyia gestoria de les línies de ferrocarril va adquirir l'hotel i li va canviar el nom pel de Lake McDonald Lodge. Els xalets foren creats en zones rurals a les que només s'hi podia accedir a peu o a cavall. Avui en dia, només resten oberts els xalets d'Sperry i de Granite Park, mentre que l'edifici que pertanyia al xalet Two Medicine avui en dia és la botiga Two Medicine. Els edificis construïts per la companyia gestora de les vies fèrries són inclosos a la llista dels llocs històrics nacionals. En total, 350 estructures estan catalogades en el registre nacional de llocs històrics. Després de l'establiment del parc i de l'arribada de turistes, es va plantejar el problema de com fer els accessos per als cotxes. Per això es va decidir la creació d'una autopista de 85 quilòmetres denominada Going-to-the-Sun Road que es va acabar el 1932. També coneguda com a Carretera del Sol, la carretera divideix el parc en dues zones i és l'única que entra al parc, passant sobre la Divisòria Continental al Logan Pass (2033 m.). La carretera també està inclosa en la llista de llocs històrics i el 1985 es designà punt de referència històric de l'enginyeria civil. Una altra ruta, a través de la frontera sud del parc és la Ruta 2, que atravessa la Divisoria Continental al Marias Pass, connectant les localitats de West Glacier i East Glacier Park Village. Durant la dècada dels 1930, el Civilian Conservation Corps preparà diferents punts de la zona.
El 2003, un incendi forestal va consumir el 13% de la zona occidental del parc. També hi va haver incendis als boscos del voltant.

## Gestió del parc

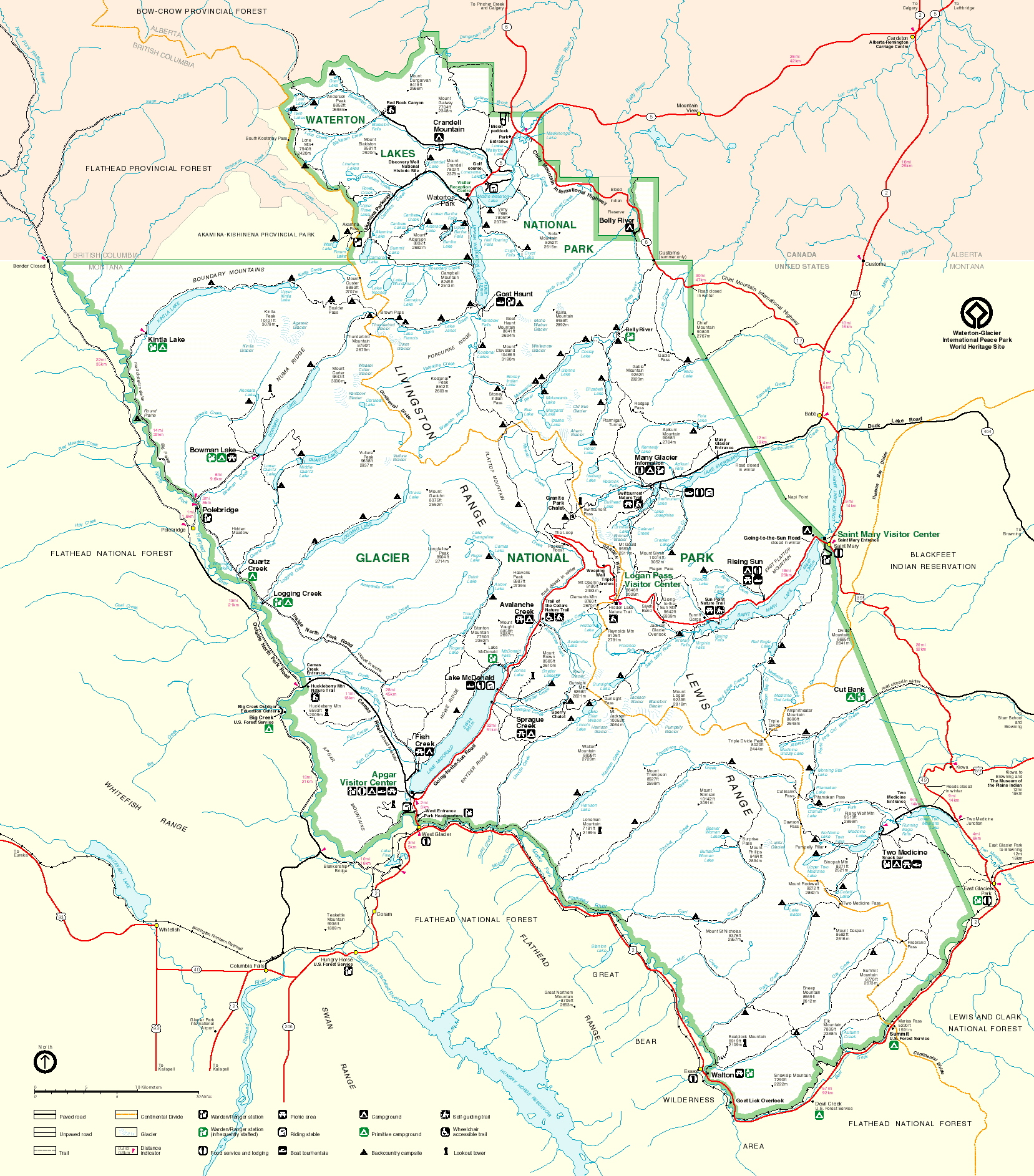
Mapa de Waterton-Glacier International Peace Park

El parc està custodiat pel National Park Service, les oficines del qual són a West Glacier, Montana. El National Park Service és l'agència federal amb menys funcionaris en comparació amb l'àrea sobre el que exerceix la seva jurisdicció (340.000 km²). Les visites al Parc Nacional Glacier arriben als gairebé 2 milions de visitants anuals, dels quals molt pocs s'allunyen de les carreteres principals i hotels.
El pressupost del parc del 2006 va ser d'11.885.000 dòlars. La majoria del pressupost es gasta en el pagament de salaris als funcionaris i fent petites millores de les infraestructures. Més del 60% dels treballadors ho són de temporada i acaben el seu contracte quan s'acaba l'estiu. El 20% dels guanys del parc provenen de les tarifes d'entrada i del càmping. La resta prové dels impostos federals i les donacions. Segons un informe presentant al Congrés dels Estats Units, els costos de manteniment del parc, sense tenir en compte les reparacions de les carreteres i hotels va pujar a 77 milions de dòlars. Arreglar els hotels i adaptar-los a les necessitats del moment es calcula que costarà entre 100 i 135 milions de dòlars.
La funció del Servei Nacional de Parcs consisteix a preservar i protegir la natura i la cultura. La llei orgànica del 25 d'agost del 1916 creà el Servei Nacional de Parcs com una agència federal. Una extensa part de la llei es denomina la "Missió", "... to promote and regulate the use of the...national parks...which purpose is to conserve the scenery and the natural and historic objects and the wild life therein and to provide for the enjoyment of the same in such manner and by such means as will leave them unimpaired for the enjoyment of future generations." (...Promocionar i regular l'ús dels parcs nacionals, el propòsit del qual és conservar l'escenari i els objectes naturals i històrics així com la vida salvatge que contenen i proveir el gaudi dels mateixos de tal manera que es mantinguin en el seu estat pel gaudi de les generacions futures). Seguint les normes, és il·legal, al parc, la caça i la mineria, la tala d'arbres i treure del parc objectes naturals i històrics. Tampoc es permet l'extracció de petroli o de gas natural en els límits del parc. El 1974, un estudi sobre les zones salvatges, fou presentat al Congrés en el qual s'identificava el 95% del territori del parc com adequat per a la designació de zona salvatge. A diferència d'altres parcs, el Parc Nacional Glacier ha de ser protegit com a zona salvatge, però la política del Servei Nacional de Parcs és de gestionar les zones llistades a l'informe com a zones salvatges esperant que es pronunciï el Congrés.
Anticipant-se al primer centenari de la creació del parc el 2010, per al 2007 es prepara una gran reforma de la carretera Goint-to-the-Sun i el tancament temporal de diverses seccions de la carretera. També es rehabilitaran altres infraestructures com el centre de visitants i els hotels històrics, així com hi haurà millores en el tractament d'aigües residuals. També s'estan realitzant estudis sobre la viabilitat de la pesca al Llac McDonald i la rehabilitació de senders.

## Geografia i geologia

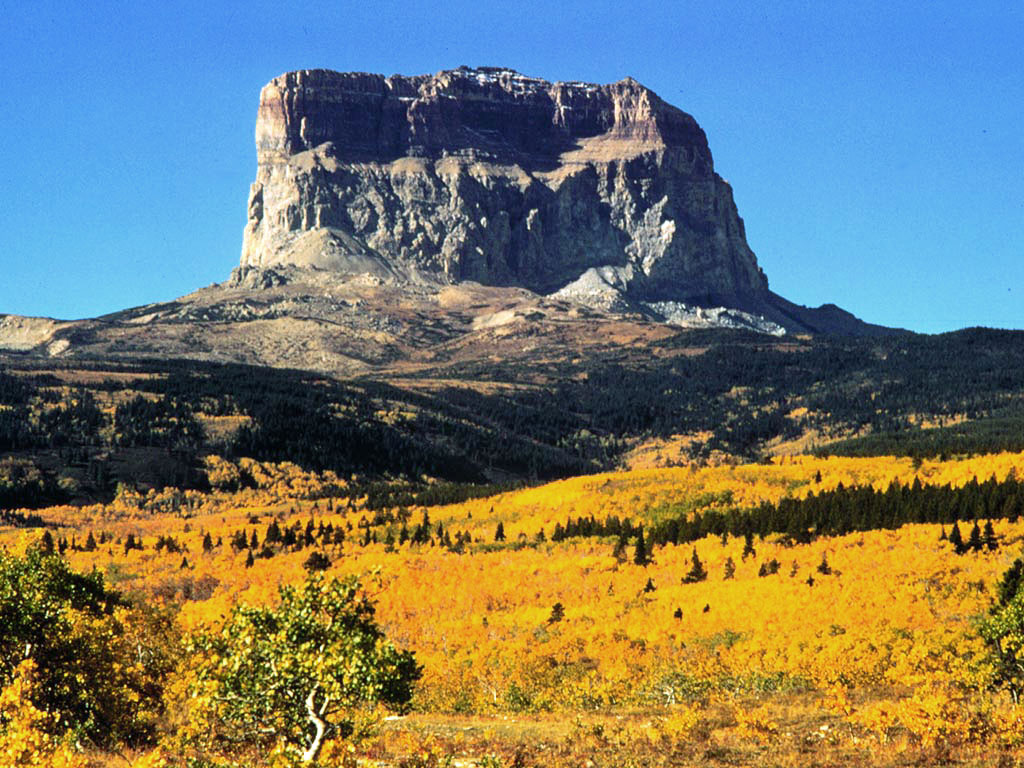
El Mont Chief és una muntanya aïllada a la frontera oriental del parc.

Al nord del parc hi ha el Parc Nacional dels Llacs Waterton a Alberta, Canadà, el Bosc Provincial Flathead i el Parc Provincial Akamina-Kishinena a la Colúmbia Britànica. A l'oest hi ha la bifurcació septentrional del riu Flathead que forma la frontera occidental del parc, mentre que la bifurcació mitja forma la frontera sud. La Reserva de la Nació Blackfoot limita amb el parc a l'est i el Bosc Nacioanl Flathead és al sud-est. El remot Complex Natural Bob Marshall és als dos boscos immediatament al sud.
El parc conté una dotzena de grans llacs i 700 de petits, dels quals només 131 tenen nom. Els quatre llacs més grans són el Llac McDonald, el St. Mary, el Bowman i el Kintla. Molts dels petits llacs, denominats tarn, són als circs glacials formats per l'erosió glacial. Alguns d'ells, com el llac Avalancha i el llac Cràter tenen aigües de color turquesa causades per la suspensió de llots glacials, els quals també produeixen corrents d'aigües de color blanc. La temperatura de l'aigua es manté sempre freda, arribant a una temperatura màxima de 10 °C a la superfície. Degut a aquestes temperatures, creix molt poc plàncton i a això es deu la claredat de les seves aigües. Tot i això, la falta de plàncton disminueix la capacitat d'absorció de la pol·lució, essent, per tant, molt perillós qualsevol tipus d'abocament tòxic als llacs.

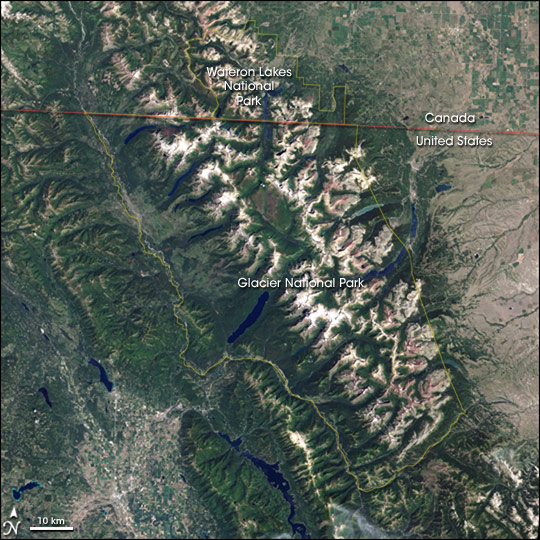
Landsat 7 Imatge del Waterton-Glacier International Peace Park

Al parc es comptabilitzen dues-centes cascades, però a l'estació seca queden reduïdes a petits dolls d'aigua. Entre les cascades més grans són les de la regió de Two Medicine, les de la Vall McDonald i les de Many Glacier, que són molt a prop de l'hotel. Una de les cascades més altes és la Bird Woman Falls, la caiguda de la qual és de 149 metres a la cara nord de la muntanya Oberlin. La Bird Woman Falls es pot observar des de l'autopista.
Els afloraments rocosos del parc són principalment sedimentàries, creades per mars poc profunds fa entre 1,6 bilions fins a 800 milions d'anys. Durant la formació de les muntanyes Rocoses, fa uns 170 milions d'anys es va desplaçar una regió enorme de roques de 4,8 km de profunditat i de 257 quilòmetres de llarg 50 quilòmetres cap a l'est. Això provocà que les antigues roques es van col·locar per sobre de les noves i avui en dia, les roques proterozoiques de la superfície són 1,4 bilions d'anys més antiques que les inferiors del Cretaci.

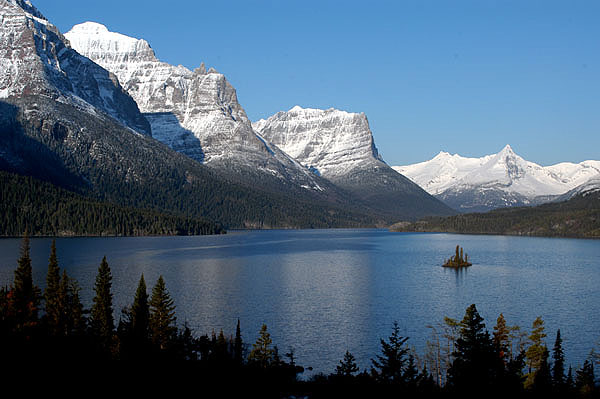
El llac St. Mary és el segon llac més gran del parc

Una de les evidències més importants d'aquesta elevació es pot observar en el Mont Chef, una muntanya aïllada a la frontera est del parc, que s'eleva a 1371 metres sobre les Grans Planes. Al parc hi ha set muntanyes de més de 3.050 metres d'altitud, essent el mont Cleveland, amb 3.190 metres d'altitud la més alta. També dit la muntanya de les Tres Divisòries, envia aigua fins a l'oceà Pacífic, la Badia de Hudson i el Golf de Mèxic i pot ésser considerat el vèrtex hidrològic del continent nord-americà encara que només s'elevi a 2.444 metres per damunt del nivell del mar (els canadencs reclamen aquest honor per al Snow Dome (3.456 m.), al camp de gel Columbia.
Les roques proterozoiques del Parc Nacional Glacier són les millors conservades del món i han provat l'existència de vida durant aquesta època. Altres roques sedimentàries de la mateixa època han patit alteracions a les altres zones en les que es troben i, per tant, els fòssils són menys comuns i més difícils d'observar. S'han documentat sis espècies fossilitzades d'estromatòlits, antics organismes formats per algues d'una antiguitat d'uns 1.000 milions d'anys. El descobriment de la Formació Appenkunny, un estrat rocallós ben conservat al parc, va canviar l'estimació de l'antiguitat de l'origen de la vida en uns 1.000 milions d'anys. Aquestes formacions rocalloses tenen estructures que es pensa que són restes dels primers animals.

### Glaceres
El Glacier National Park està dominat per muntanyes que foren modelades per les glaceres de l'última glaciació. Aquestes glaceres han anat desapareixent des de fa quinze mil anys. Les proves de l'existència de glaceres es poden observar per tot el parc degut a l'existència de valls en forma d'U, circs, serres i llacs a les bases dels pics més alts. Des del final de la glaciació, han tingut lloc fases caloroses i fredes. L'última fase freda va tenir lloc entre 1550 i 1850, coneguda com a Petita Edat de Gel. Durant la petita glaciació, els glaceres del parc van augmentar i van avançar, tot i que no tant com els de l'era glacial. Curiosament la zona fou explorada a la fi de la petita glaciació i les glaceres foren estudiades, cartografiades i fotografiades en aquesta època. La gran part d'aquest treball decimonònic fou creat per a atraure el turisme o per a fer estudis miners i no per a estudiar i documentar les glaceres.
A mitjans del segle XX l'examen dels mapes i fotografies del segle anterior van mostrar les proves que les 150 glaceres del parc havien retrocedit força i fins i tot desaparegut. Fotografiar durant diferents èpoques les glaceres, com les que es van prendre a la Glacera Grinnell entre el 1938 i el 2005 permet observar el retrocés dels gels.
| La Glacera Grinnel, el 1938 | La Glacera Grinnell, el 1981 | La Glacera Grinnell, el 1998 | La Glacera Grinnell, el 2005 |
| 1938                        | 1981                         | 1998                         | 2005                         |

A la dècada dels 1980, el Servei Geològic dels Estats Units ("United States Geological Survey") va començar un estudi més sistemàtic de les glaceres, que actualment continua. El 2005, només en quedaven 27 i els científics creuen que si continua l'efecte hivernacle, les glaceres del parc desapareixeran definitivament el 2030 (o el 2021, segons els models més pessimistes). Aquest retrocés de les glaceres va començar el 1850, tot i que s'ha accelerat des del 1980. El retrocés intens de les glaceres del parc, així com a altres zones del món, és un indici de l'escalfament global. Si no hi hagués un important canvi climàtic contrari, el balanç de massa de les glaceres (grau d'acumulació en contraposició amb el grau de fosa) continuarà essent negatiu i les glaceres desapareixeran deixant només morrenes i restes de la seva existència.
Després de la fi de la petita era glacial el 1850, les glaceres van retrocedir moderadament fins al 1910. Entre el 1917 i el 1926, la taxa de retrocés augmentà i s'accelerà fins al 1930. Entre 1940 i el 1979 hi va haver una tendència freda que va frenar el retrocés i fins i tot algunes glaceres van augmentar. Però, a partir del 1980, les glaceres van entrar en un període de fort retrocés i de pèrdua de gel que actualment encara continua. El 1850 les glaceres de la regió propera a Blackfoot i Jackson cubrien 21,3 km², però el 1979, a la mateixa regió del parc, només 7,4 km² estaven coberts pels gels. Entre el 1850 i el 1979 desaparegué un 73% del volum de les glaceres. Quan es va crear el parc, la Glacera Jackson era part de la Glacera Blackfoot, però aquests es van separar el 1939.
L'impacte del retrocés de les glaceres a l'ecosistema del parc no es coneix del tot, però les plantes i animals dependents de l'aigua freda poden patir una pèrdua del seu hàbitat. La reducció dels gels pot produir alteracions també en la quantitat d'aigua que flueix durant els estius secs, augmentant el risc d'incendis forestals. La pèrdua de les glaceres també reduirà l'aparença estètica del parc.

### Climatologia

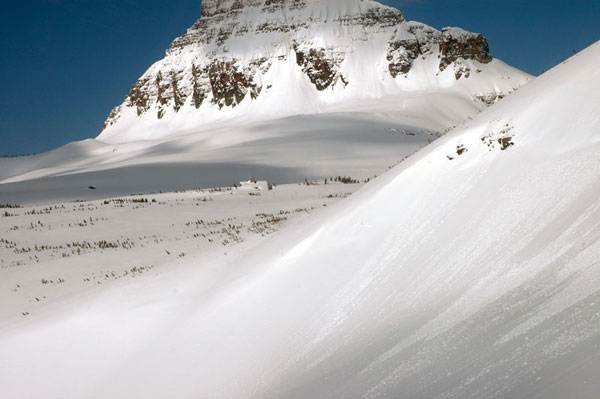
El Big Drift cobrint la carretera Going-to-the-Sun (fotografia del 23 de març de 2006)

Moltes zones són només accessibles a l'estiu, final de la primavera i inicis de la tardor, depenent de la quantitat de neu i l'elevació. Les pluges són freqüents a l'estiu i poden durar diversos dies, fins a poder arribar als 760 mm per mes. Pot nevar en qualsevol època de l'any, fins i tot a l'estiu, sobretot a les grans alçades. La millor manera d'evitar el clima humit és planejar la visita a principis de l'estiu. A la primavera, tot i això, les nits són fredes i les muntanyes altes, i fins i tot el Logan Pass es mantenen cobertes de neu. A l'estiu són comuns les tempestes i s'han de tenir en compte les mesures de seguretat per a evitar l'impacte dels llamps. El terreny muntanyós evita la formació de tornados. L'hivern pot portar onades de fred duradores, sobretot a la zona est de la divisòria continental. Les nevades són comuns en la totalitat de l'hivern i les acumulacions de neu més importants es produeixen a l'oest. Durant l'estiu, les temperatures mitjanes són d'entre 15º i 25 °C i a la nit baixen fins als 7 °C. Les temperatures de les zones altes són més fredes. Però, a les valls baixes, les temperatures poden pujar dels 32 °C.
S'han enregistrat canvis de temperatures bruscos a la regió, i a Browning (Montana), una localitat que està a la reserva índia dels blackfoot, a l'est del parc, es va produir el rècord mundial de canvi de temperatures: en 24 hores hi va haver 56 °C de diferència. La nit del 23 de gener del 1916 els termòmetres passaren de -7 °C a 49 °C.
El Parc Nacional Glacier té un important programa d'estudi del canvi climàtic. Amb seu a West Glacier, el Servei Geològic dels Estats Units fa estudis sobre el canvi climàtic a la zona des del 1992. A més de l'estudi del retrocés de les glaceres, s'han investigat els boscos, creant-se models en els que s'analitzen les alteracions d'hàbitat que provoquen els incendis. A més, també es documenten els canvis en la vegetació alpina i dels corrents d'aigua, així com les temperatures, utilitzant estacions meteorològiques. També es mesuren els nivells de radiació ultraviolada, el nivell d'ozó i altres gasos atmosfèrics. Totes les dades obtingudes es confronten amb els obtinguts a altres zones del món per a comprendre millor el fenomen del canvi climàtic.
La qualitat de l'aire i aigua del Parc és excel·lent. No hi ha zones densament poblades a la regió i els efectes de l'activitat industrial són mínims. Però, els llacs estèrils i freds que hi ha a tot el parc es contaminen fàcilment per les partícules en suspensió que cauen amb les pluges i les nevades. Tot i això, la qualitat de l'aigua és excepcional i rep la qualificació d'A-1, la qualificació més bona que s'atorga a l'estat de Montana.

## Vida salvatge i ecologia

### Flora

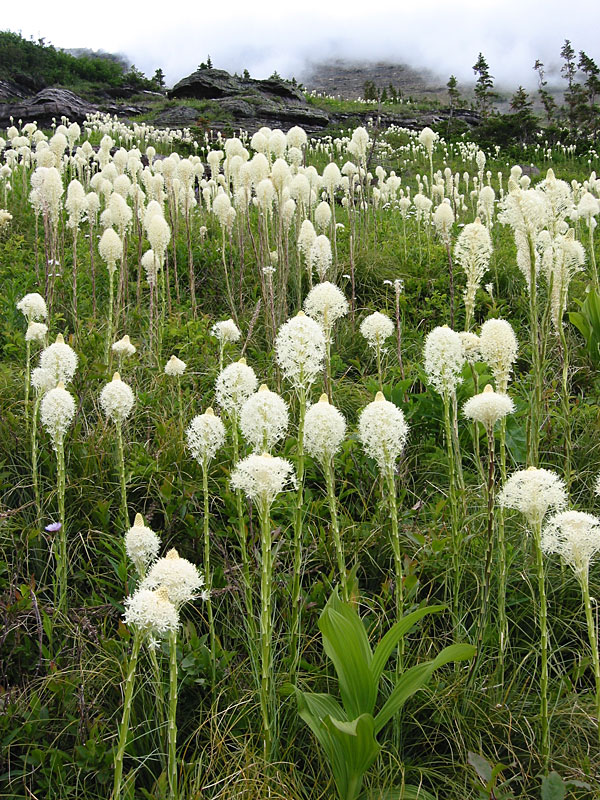
L'herba os és una planta comú del parc.

El Parc Nacional Glacier forma part del gran ecosistema conegut com la Corona dels Ecosistemes del Continent, que està composta per zones salvatges de molt alta qualitat. Totes les plantes i animals que existien quan van arribar els primers exploradors continuen existint avui en dia.
Al parc s'hi ha identificat un total de 1.132 plantes. Hi predominen els boscos de pinòpsids formats pels pins i els avets. Els cotoners són típics de les zones baixes i de les riberes dels rius i dels rierols. La línia de creixement dels arbres se situa als 250 metres, més baixa que a la zona oest de la Divisòria continental perquè estan exposats als vents freds de les grans planes. A l'oest de la Divisòria Continental, els boscos reben més humitat i estan més protegits dels vents de l'hivern, així que són més densos i tenen arbres més grans. Al damunt de les valls boscoses s'hi desenvolupa un bioma de tundra amb prats i petites plantes pròpies de les zones que només gaudeixen de tres mesos sense neu. Hi ha 30 espècies autòctones del parc. L'herba os, una planta alta, és molt comuna a les zones humides. També són molt comuns les plantes amb flor com Mimulus i Lilium.
Les zones boscoses es divideixen en les tres zones climàtiques més importants.

### Fauna

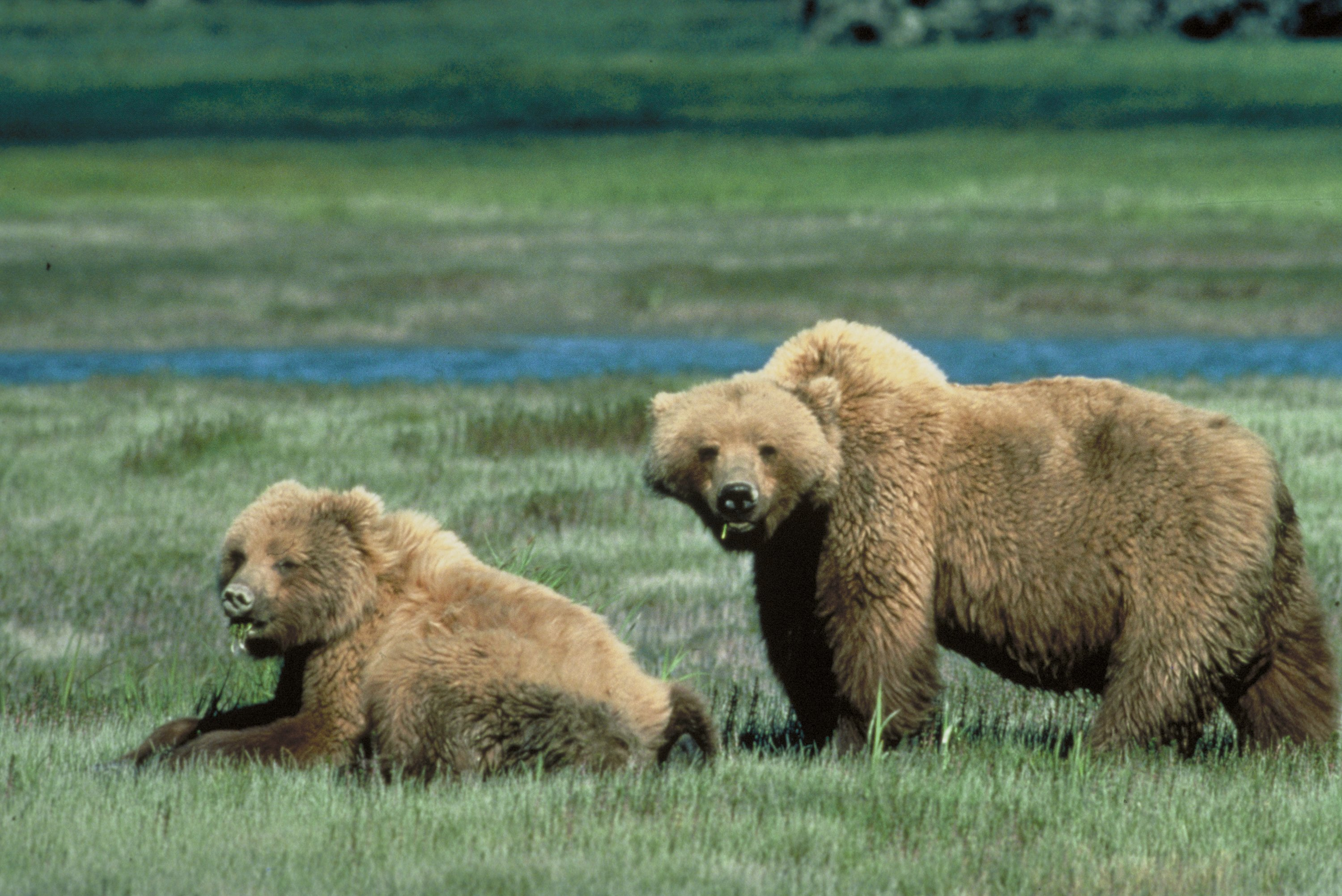
L'ós grizzly és una espècie amenaçada. Es creu que n'hi ha uns 300 al parc.

Amb l'excepció del bisó i el ren, tots els animals que s'han documentat en el passat encara avui en dia són presents al parc, el que proporciona als científics un ecosistema intacta per al seu estudi. Al parc hi ha dues espècies en perill, l'ós grizzly i el linx canadenc. Tot i que el seu nombre es manté en els nivells històrics, són en aquesta llista degut a la seva escassetat a la resta del territori estatunidenc, amb l'excepció d'Alaska. Cada any es produeix un o dos atacs d'ossos a humans al parc. Des de la creació del parc el 1910 s'ha documentat 10 morts ocasionades pels ossos. El nombre d'ossos i linxs al parc no és exacte, però els biòlegs del parc estimen que hi ha uns 350 ossos i almenys 15 linxs a la zona est del parc. S'estima que hi ha 800 ossos negres al parc. Aquest és menys agressiu que el grizzly i un estudi d'ADN indica que hi ha sis vegades més ossos negres que grizzlies. Altres grans mamífers són la cabra blanca (símbol del parc), el mufló de les muntanyes Rocoses, l'ant, el cérvol comú, el cérvol mul, el coiot i el poc comú puma. A aquí no ha fet falta la reintroducció del llop, ja que mai ha desaparegut. En total s'ha documentat 62 espècies de mamífers.

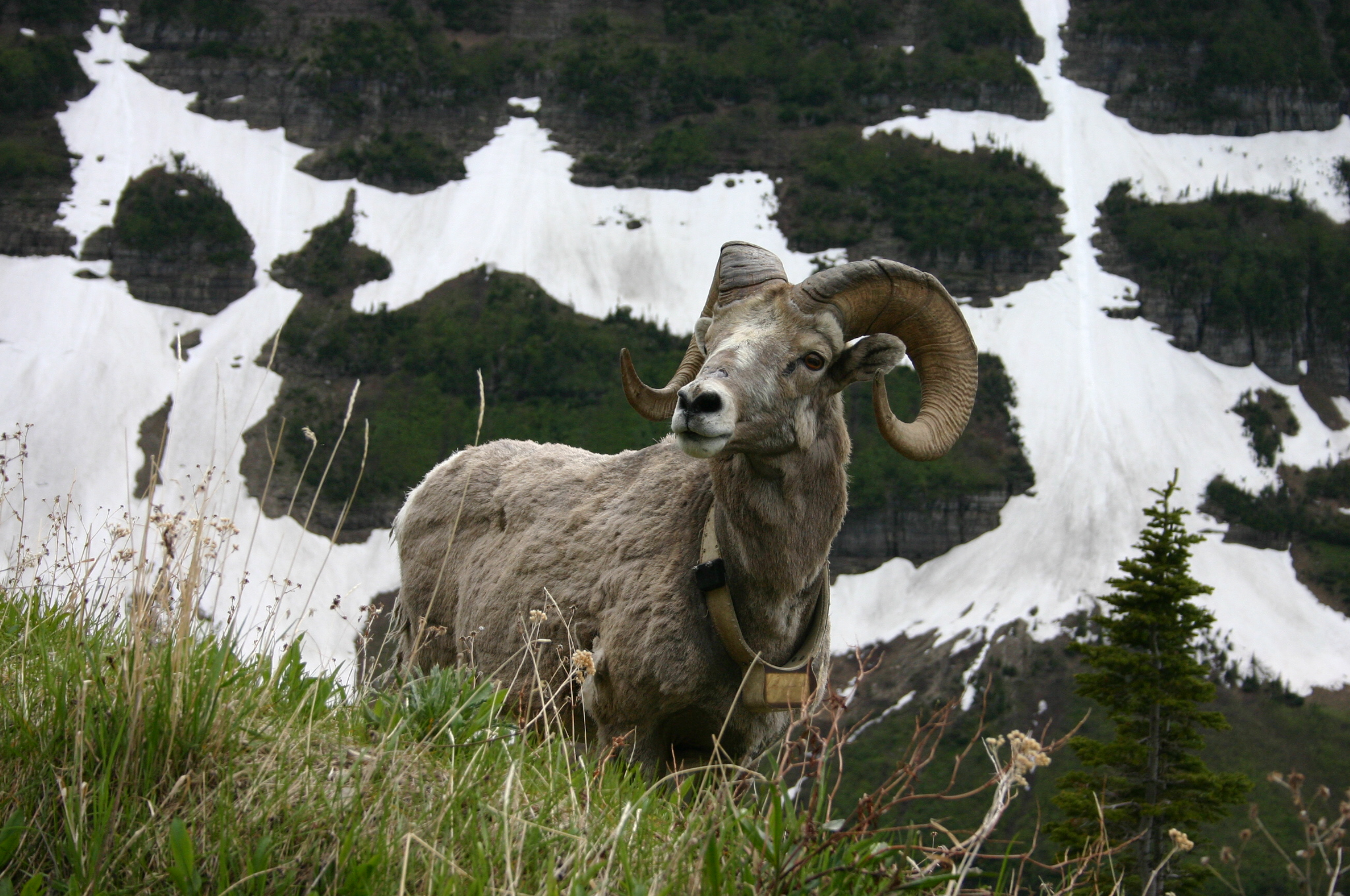
Un mufló de les muntanyes Rocoses fotografiat al parc

També s'han registrat un total de 260 espècies d'aus, entre les quals destaquen: el pigarg americà, l'àguila daurada, el falcó pelegrí, el cigne petit i l'anserí, entre altres àguiles, falcons, ànecs i cignes.
A causa del clima, els rèptils són escassos. Només hi ha una espècie de serps i de tortugues. Només existeixen 6 espècies d'amfibis, que tenen una població molt nombrosa. Després dels incendis del 2001 es van tancar diverses carreteres per a permetre la migració dels gripaus d'una banda a l'altre del parc.
Hi ha 23 espècies de peixos a les aigües del parc, entre les quals cal destacar les truites i els salmons. El parc també és l'hàbitat de Salvelinus confluentus, la pesca de la qual és il·legal i han de ser tornades a l'aigua si es pesquen accidentalment.

### Incendis i ecologia

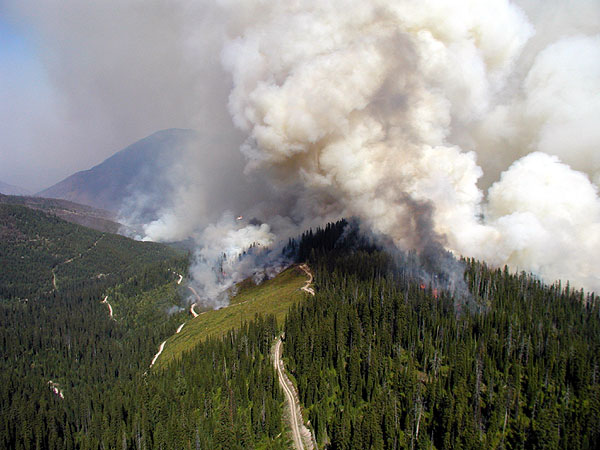
El 2003 els incendis van cremar el 10% del parc

Els incendis foren considerats durant moltes dècades com una manera de protegir les zones boscoses i els parcs. Després dels anys 1960 es va gestar la idea que els incendis eren part de l'ecosistema. Les primeres polítiques de protecció contra els incendis van provocar l'acumulació d'arbres morts als boscos que s'haguessin eliminat si hi hagués hagut algun incendi. Moltes espècies de plantes i arbres necessiten el foc per a completar el seu cicle reproductor. El Parc Nacional Glacier té un pla de control d'incendis que assegura l'extinció dels que són produïts per la mà de l'home. En cas dels focs naturals, l'incendi s'estudia i només s'extingeix segons la mida i els riscos per a la població humana i les infraestructures. Els grans incendis que necessiten l'ajuda de diverses fonts d'extinció són coordinats pel Centre Nacional d'Incendis.
L'augment de la població i el creixement de les zones sub-urbanes als límits del parc han fet que es desenvolupés el Control de Foc de Zones Urbanes i Salvatges (Wildland Urban Interface Fire Management), en el que el parc coopera amb els propietaris de les terres adjacents per a millorar la seguretat i disminuir la destrucció causada pels incendis. Aquesta política també es segueix a altres zones protegides. Com a part d'aquest programa, les cases i estructures que hi ha a prop del parc són dissenyades per tal que resisteixin el foc. Els arbres morts i caiguts propers als nuclis urbans són eliminats per a evitar una possible combustió d'efectes catastròfics. El 2003 van cremar 550 km² de parc a causa de cinc anys seguits de sequera i un estiu sense cap precipitació. Aquest ha estat l'incendi més important des de la creació del parc el 1910.

## Lleure

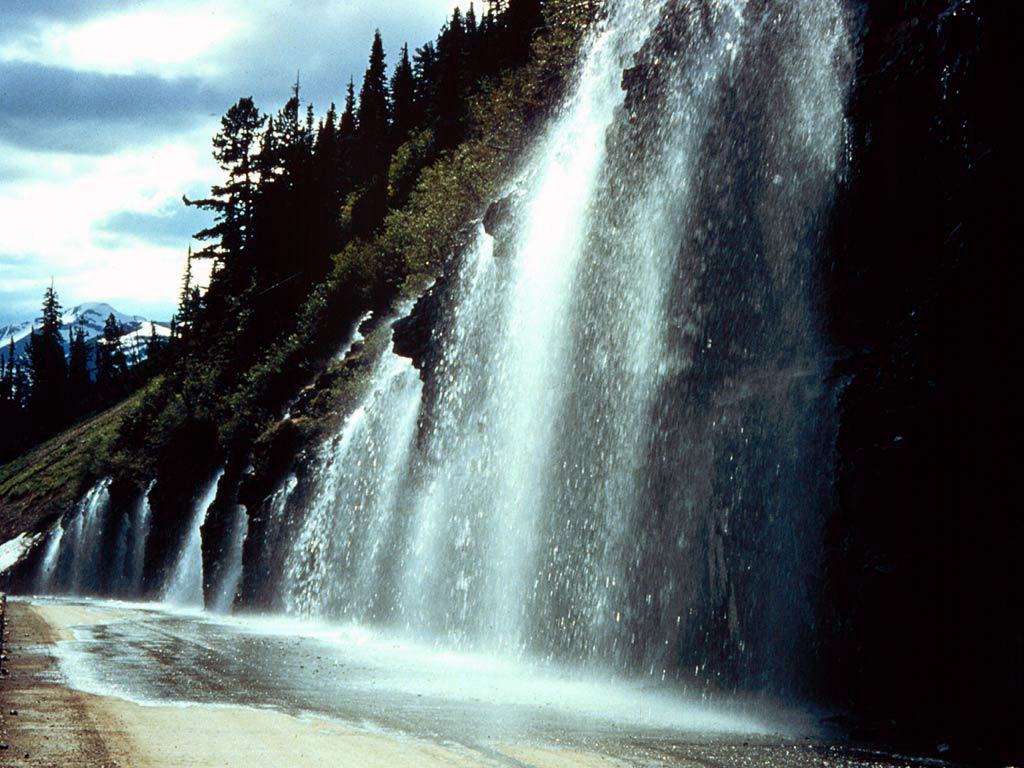
Weeping Wall

El Parc Nacional Glacier és lluny de les grans ciutats i l'aeroport més proper està a Kalispell, Montana, al sud-oest del parc. Els trens paren a l'est i a l'oest del parc. Hi ha una flota d'autobusos que existeix des del 1930 i que organitza viatges per les carreteres principals del parc. El 2001 van renovar la flota i van incorporar autobusos de propà que redueixen l'impacte ambiental. En alguns dels llacs més grans hi ha barques de fusta, des dels anys 1920.
Una activitat molt popular al parc és el senderisme. Més de la meitat dels visitants del parc dedica unes hores a recórrer algun dels 1.126 km de camins que té el parc. Alguns camins es tanquen degut a l'existència d'acumulacions de neu. Degut a la presència d'ossos al parc, no es permet accedir als senders amb gossos, tot i que si que estan permesos a les zones recreatives i a les carreteres pavimentades.

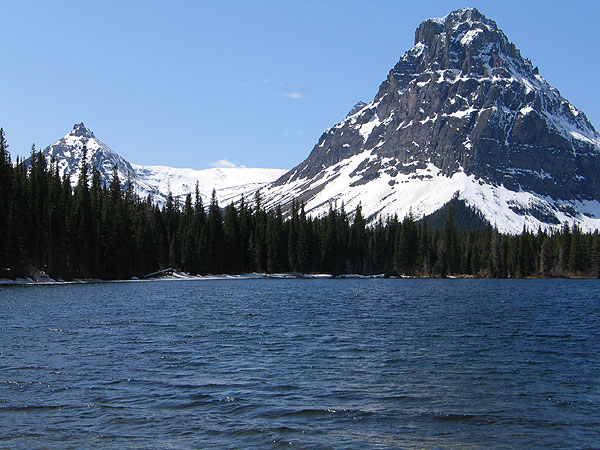
Llac Two Medicine amb la muntanya Sinopah.

A les següents àries hi ha activitats de senderisme de diversos dies:
- Llac McDonald.
- Logan Pass.
- Many Glacier.
- Two Medicine.
- Bifurcació nord del riu Flathead.
- Goat Haunt.

Està permesa l'acampada als càmpings que hi ha al llarg dels camins. És necessari un permís, que pot ésser obtingut als centres de visitants. El càmping sol estar tancat fins a principis de juny pel risc d'allaus. Les grans zones recreatives són a prop dels llacs majors. La zona d'acampada de St. Mary i la d'Apgar estan obertes durant tot l'any, però a la temporada baixa les condicions no són bones perquè les habitacions estan tancades i no hi ha aigua corrent. Tots els càmpings estan oberts des de mitjans de juny fins a mitjans de setembre.
Una de les activitats principals del parc és la pesca. Tot i que fa falta complir les regulacions sobre la pesca, no és necessari demanar un permís especial per a pescar. No hi ha restriccions en el nombre de peixos que es poden pescar i només cal evitar la pesca de la truita bou.
A l'hivern les activitats al parc són restringides. L'esquí està prohibit, excepte l'esquí alpí, que es permet a les valls baixes de l'est i de l'oest.

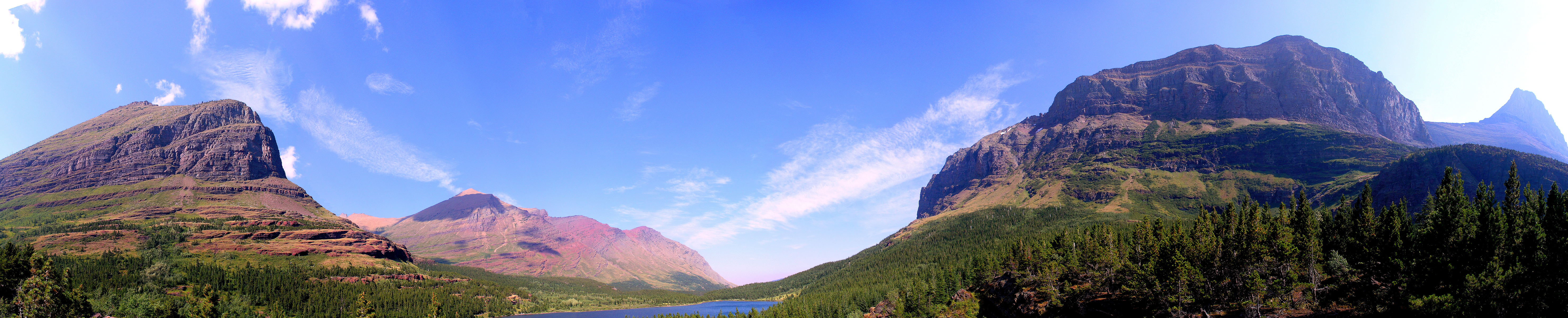
Vista de les Red Rock Falls

## Galeria d'imatges

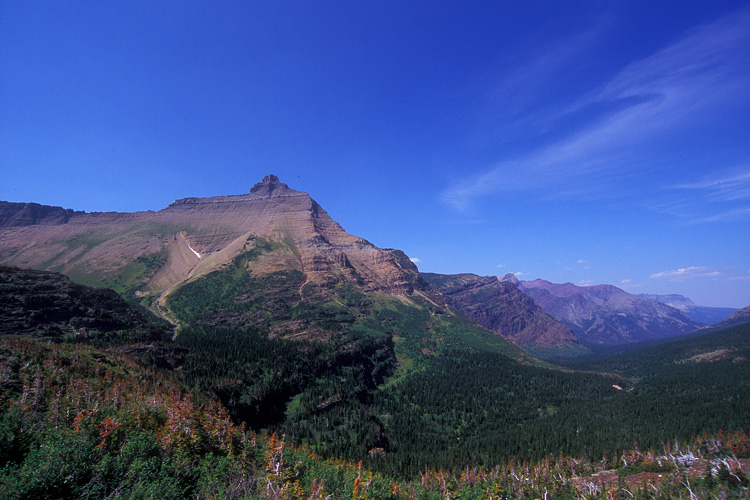
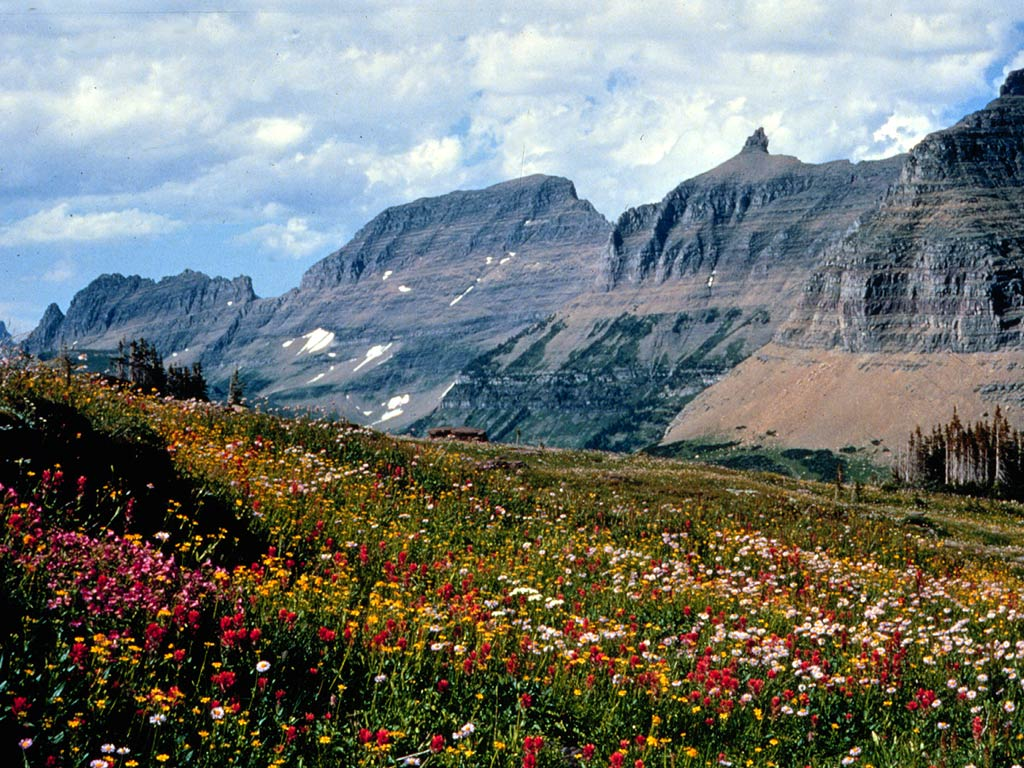
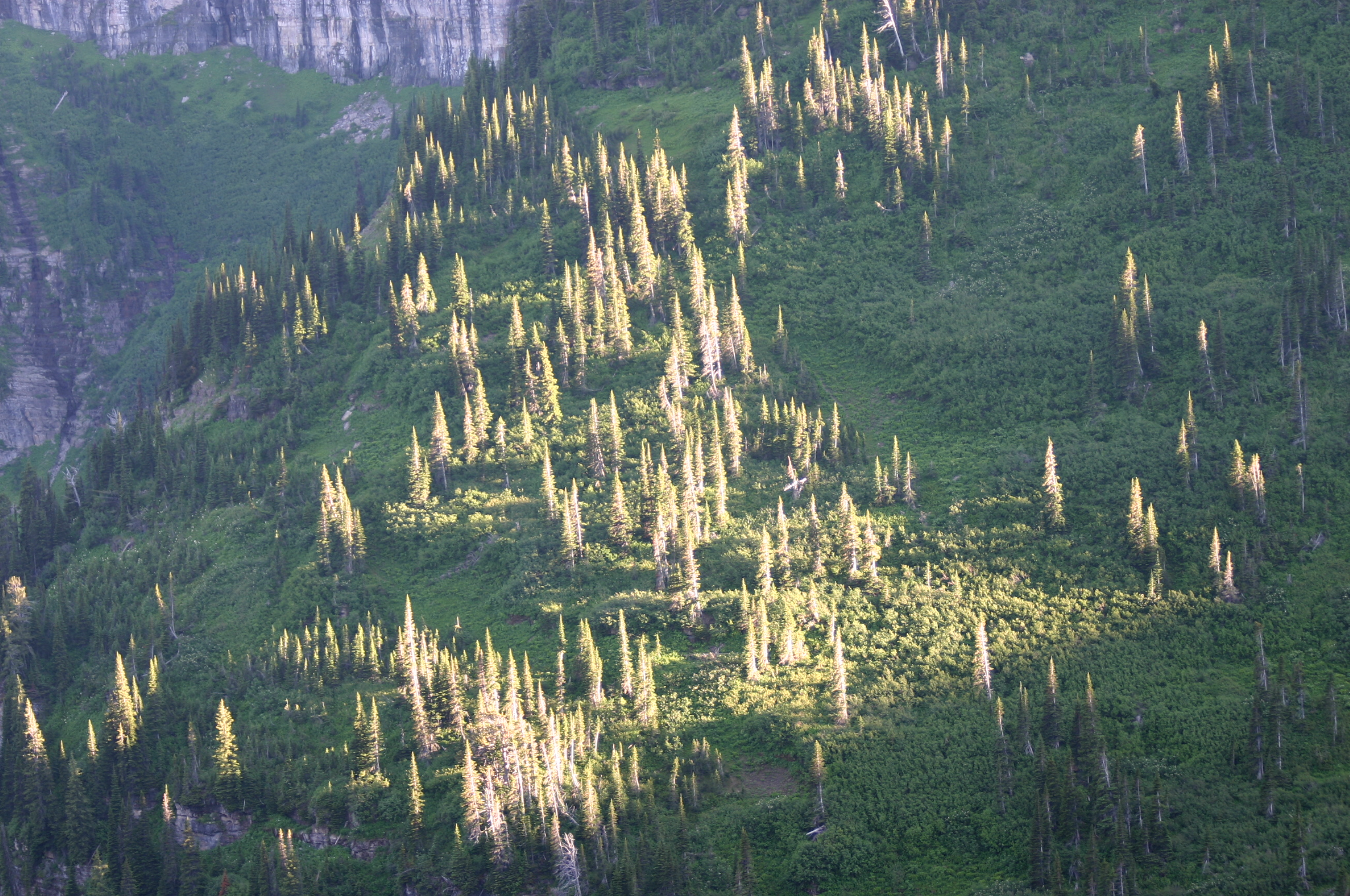
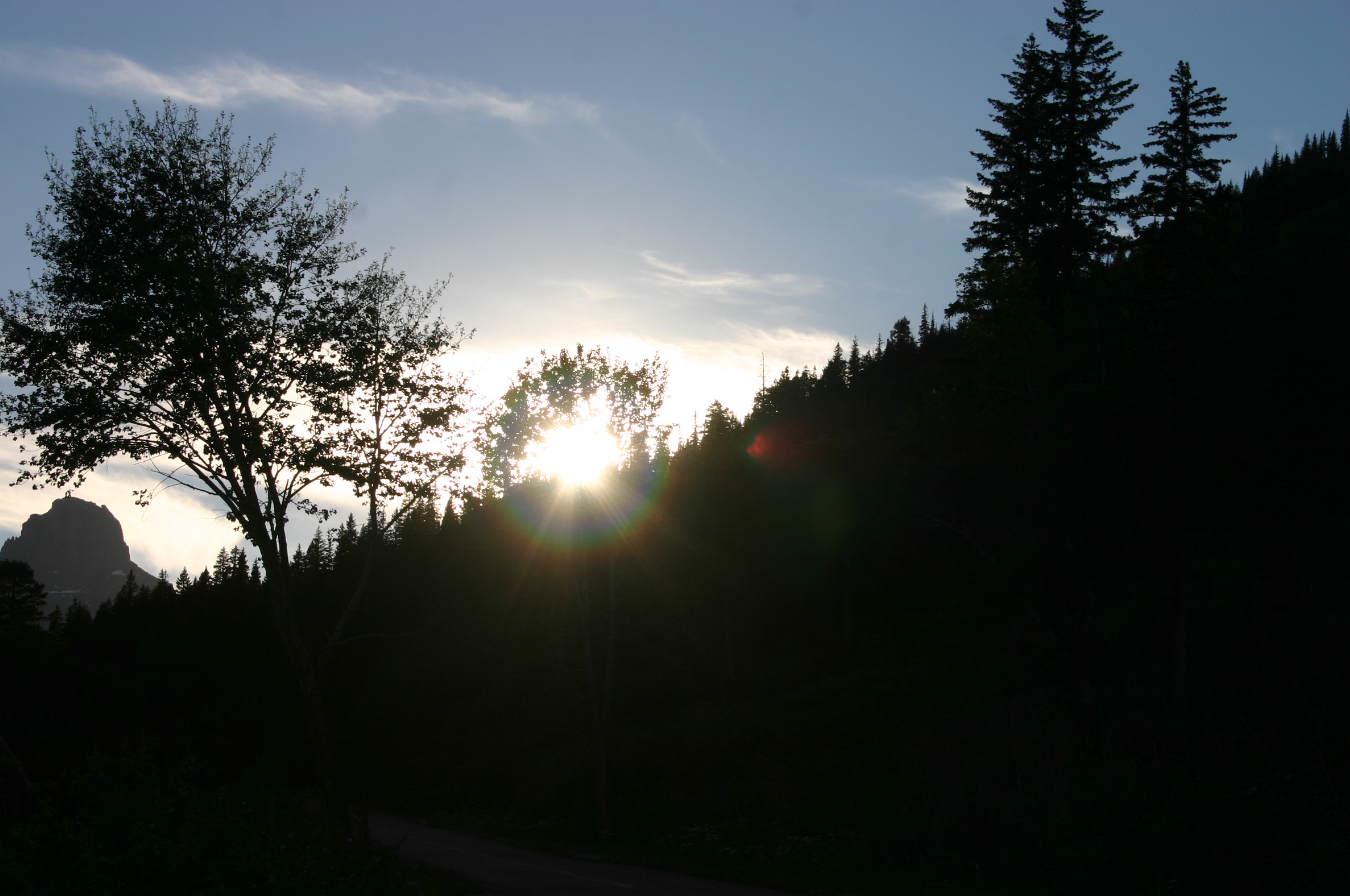
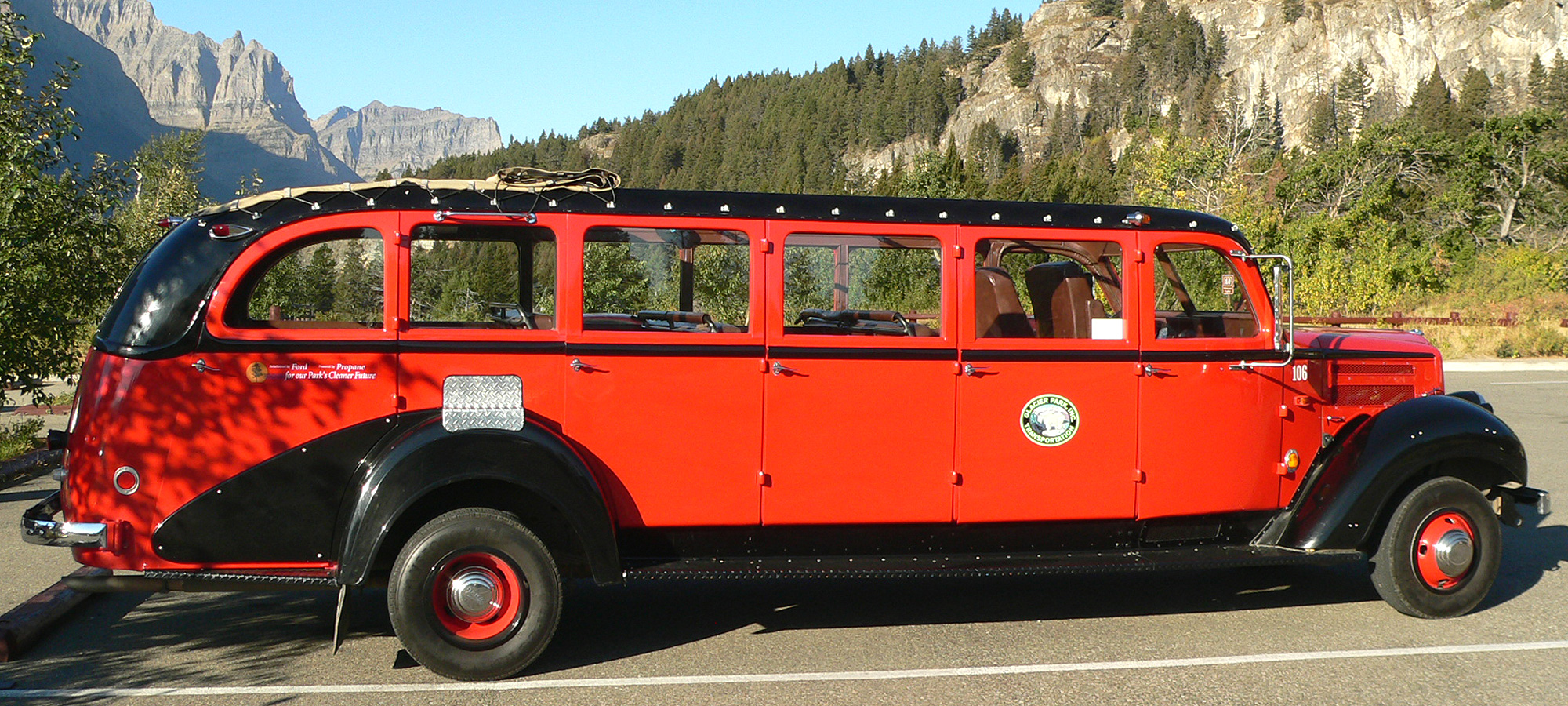
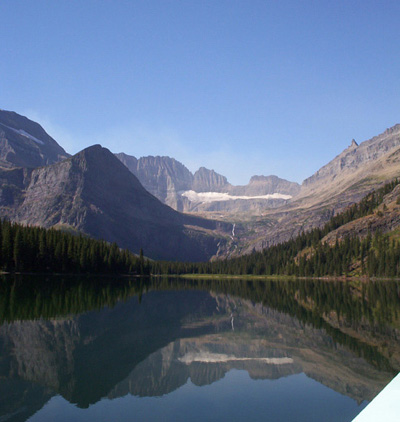
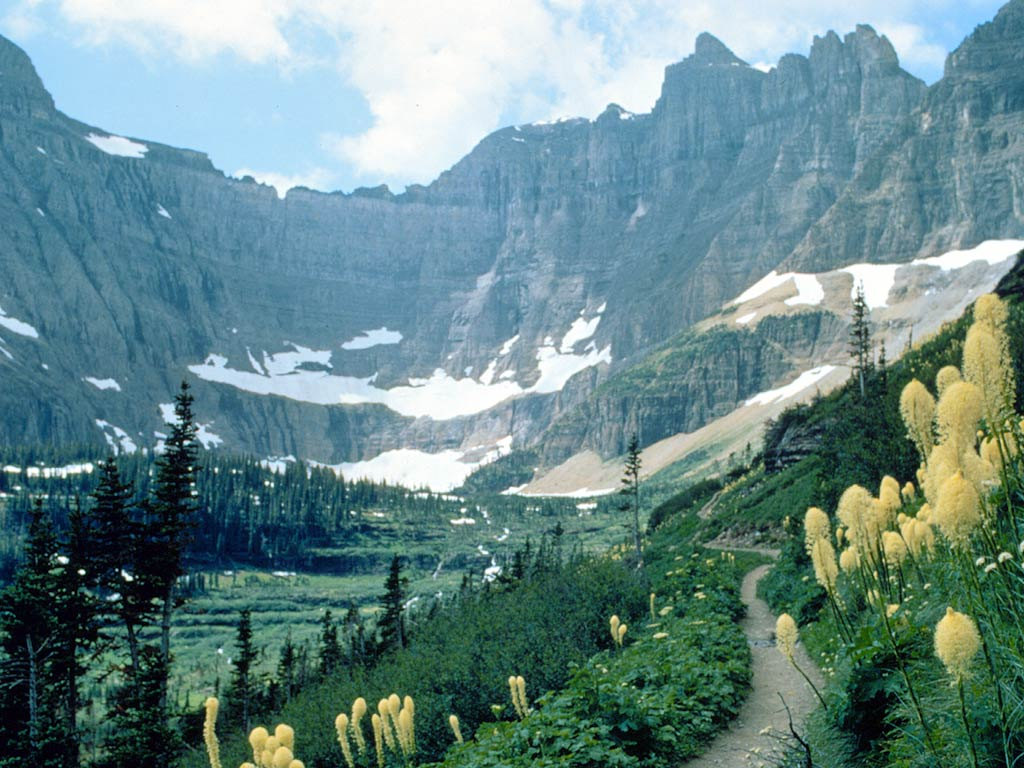
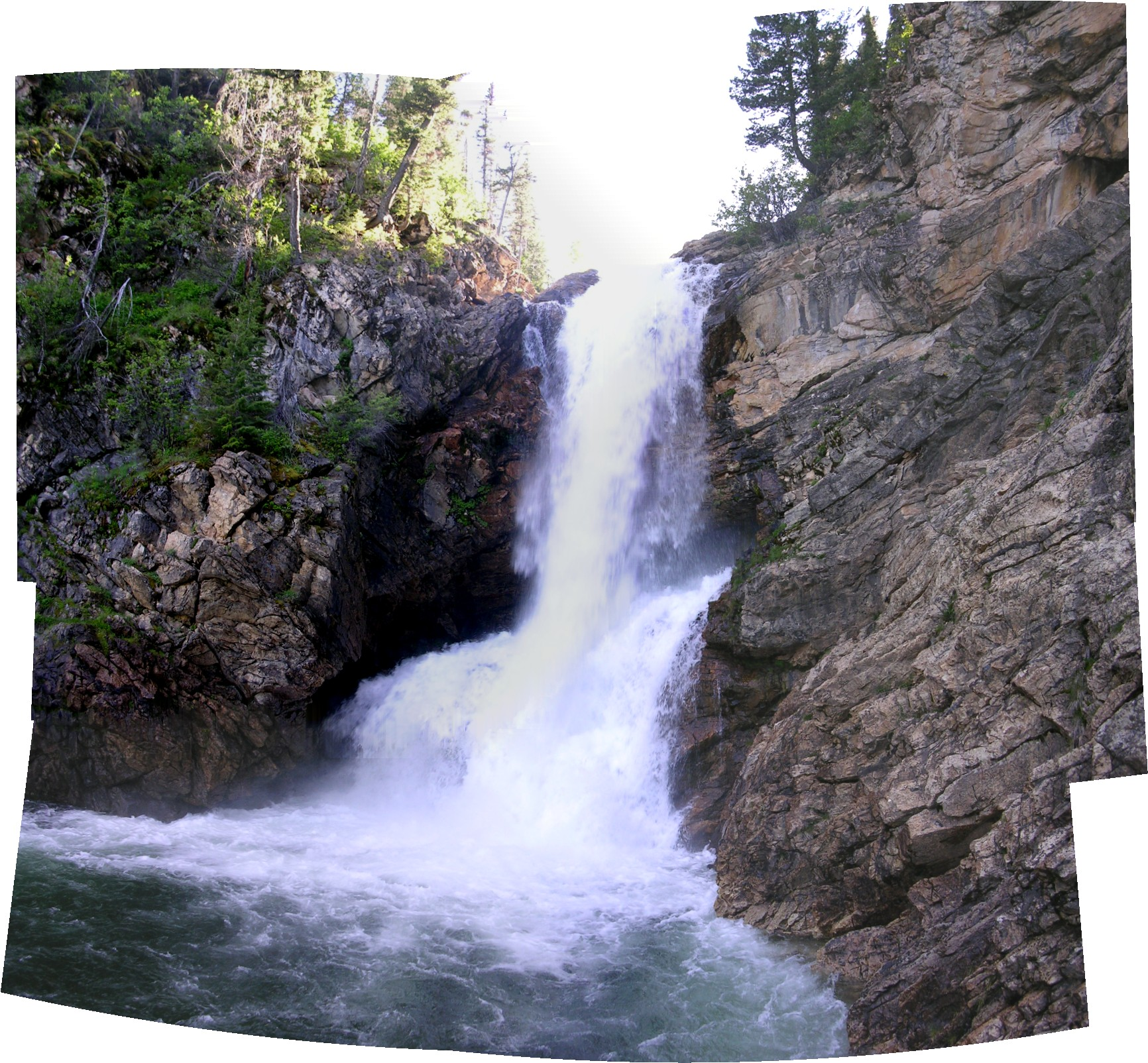